# Дехов
Дехов (нем. Dechow) — община в Германии, в земле Мекленбург — Передняя Померания, входит в район Северо-Западный Мекленбург, и подчиняется управлению Рена(de).
Население составляет 198 человек (на 31 декабря 2014 года). Занимает площадь 14,95 км².

## История и состав
В состав коммуны входят два населённых пункта:
- Дехов (нем. Dechow, 53°43′10″ с. ш. 10°55′26″ в. д.HGЯO). Первое упоминание о Дехове встречается в 1194 году.
- Рёггелин (нем. Röggelin, 53°43′17″ с. ш. 10°56′26″ в. д.HGЯO).

## Галерея

Дехов на карте района и управления
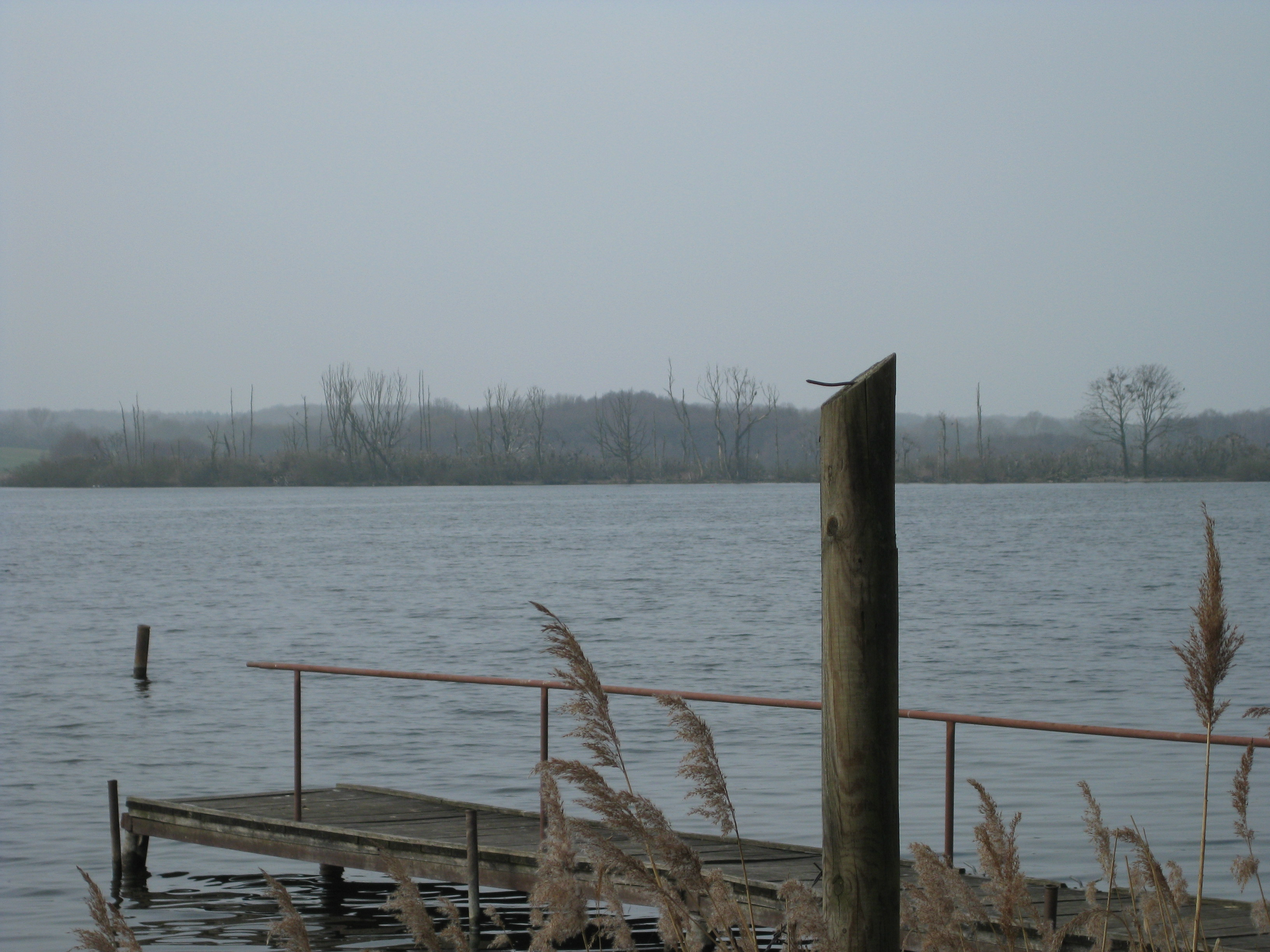
Озеро Рёггелинер